# Wilhelm Brückner
Wilhelm Brückner, född 11 december 1884 i Baden-Baden, död 18 augusti 1954 i Herbsdorf, var en tysk militär och SA-Obergruppenführer. Brückner var Adolf Hitlers chefsadjutant.

## Biografi
Efter första världskriget gick Brückner in i en frikår, Freikorps Epp, vilken leddes av Franz von Epp. I slutet av 1922 anslöt han sig till Nationalsocialistiska tyska arbetarepartiet (NSDAP) och blev året därpå ledare för SA i München. I november 1923 deltog Brückner i Hitlers ölkällarkupp och dömdes den 1 april 1924 till ett och ett halvt års fängelse för högförräderi.
År 1930 blev Brückner medlem av Hitlers adjutantstab för att senare utses till chefsadjutant. Han avskedades efter ett gräl 1940 och ersattes då av Julius Schaub.

### Webbkällor
- ”Urteil im Hitler-Prozeß” (på tyska). Deutsches Historisches Museum. Arkiverad från originalet den 21 augusti 2014. https://www.webcitation.org/6RzY9JssR?url=http://www.dhm.de/lemo/html/weimar/gewalt/urteil/index.html. Läst 21 augusti 2014.